# M-xileno
El m-xileno (meta-xileno) es un hidrocarburo aromático. Es uno de los tres isómeros del dimetilbenceno conocidos colectivamente como xilenos. La m- significa meta-, lo que indica que los dos grupos metilo del m-xileno ocupan las posiciones 1 y 3 del anillo bencénico. Es en las posiciones de los dos grupos metilo, su patrón de sustitución areno, en lo que difiere de los otros isómeros, o-xileno y p-xileno. Todos tienen la misma fórmula química C6H4(CH3)2. Todos los isómeros del xileno son incoloros y muy inflamables.

## Producción y uso
El petróleo contiene aproximadamente un 1 por ciento en peso de xilenos.El meta isómero puede aislarse de una mezcla de xilenos mediante la sulfonación parcial (a la que son menos propensos otros isómeros) seguida de la eliminación de los aceites no sulfonados y la destilación al vapor del producto sulfonado.
El principal uso del meta-xileno es la producción de ácido isoftálico, que se emplea como monómero copolimerizante para alterar las propiedades del tereftalato de polietileno. La conversión del m-xileno en ácido isoftálico conlleva una oxidación catalítica. El meta-xileno también se utiliza como materia prima en la fabricación de 2,4- y 2,6-xilidina, así como de una serie de productos químicos de menor volumen. La ammoxidación da lugar al isoftalonitrilo.

## Toxicidad y exposición
Los xilenos no son tóxicos de forma aguda; por ejemplo, la DL50 (rata, oral) es de 4.300 mg/kg. Los efectos varían según el animal y el isómero de xileno. La preocupación por los xilenos se centra en los efectos narcóticos.